# Nationalmuseet
Nationalmuseet er Danmarks statslige, kulturhistoriske hovedmuseum og omfatter såvel danske som udenlandske kulturers historie. Det har til huse i Prinsens Palæ ved Frederiksholms Kanal i København. Prinsens Palæ blev opført til den kronprins, der i 1746 besteg tronen som Frederik 5.
I 1994 blev museet tildelt prisen Årets museum i Europa af European Museum Forum.

## Historie
Samlingerne går tilbage til Det Kongelige Kunstkammer, hvis store samling af kunsthåndværk, malerier, etnografiske genstande, våben og oldsager blev grundlagt af Frederik 3. omkring år 1650 og opbevaredes i andet stokværk af det kongelige biblioteks bygning (1. sal i Rigsarkivet i Rigsdagsgården).

### Den kgl. Kommission til Oldsagers Opbevaring
I 1807 blev der oprettet en "kgl. Kommission til Oldsagers Opbevaring" under ledelse af Rasmus Nyerup, der samme år var blevet sekretær ved den af ham foreslåede og netop da indrettede "Kommission for Oldsagers Opbevaring", og som i et lille aflukke i universitetsbibiotekets lokale på loftet over Trinitatis Kirke opbevarede de til kommissionen indkommende oldsager. Da Nyerup 1816 trak sig tilbage fra stillingen som sekretær ved nævnte kommission, lykkedes det ham at få den ivrige samler og udmærkede forsker købmand C. J. Thomsen udnævnt til sin efterfølger. Efter tre års forløb, i 1819, var denne nået så vidt i sin registrering og sortering af oldsagerne, at han kunne forevise "Oldsagskabinettet" for besøgende, for hvem han var en utrættelig forklarer og vejleder. Ved den hidtil så righoldige, men ukritiske og ganske uvidenskabelige samlings opløsning 1824 oprettedes der et nyt kunstmuseum i en dertil erhvervet gård i Dronningens Tværgade nr. 7, hvor alle forhistoriske — danske og klassiske — genstande, alle etnografiske og historiske genstande blev optaget.
I 1832 flyttede man oldsagerne til større og bedre lokaler på Christiansborg. Kort efter den nye Grundlov i 1849, hvor kongens samlinger var overgået til staten, besluttede man at samle det hele i Prinsens Palæ.
Oldtidssamlingen voksede hurtigt. Interessen for de nationale minder vaktes i videre og videre kredse, og fra hele landet indløb der "oldsager" til samlingen. Efter at C. J. Thomsen som inspektør var kommet i spidsen for Kunstmuseet, indførte han en mere kritisk sondring af det indsamlede materiale. Det var således under den daglige syslen med disse genstande, deres modtagelse og inddeling, at den arkæologiske tredeling i sten-, bronze- og jerngenstande gik op for Thomsen. Sin hypotese derom fremsatte han imidlertid først skriftlig (anonymt) i 1836. I slutningen af 1830'erne blev der indrømmet Oldsagskabinettet lokale på Christiansborg. 1844 udskiltes de danske oldsager fra Kunstmuseet og indlemmedes i Thomsens samling, og 1845 talte den omtrent 10.000 numre.

### Det kongelige etnografiske Museum og Den kongelige Antiksamling udskilles
I 1849-50 udskilte Thomsen alle etnografiske genstande og klassiske oldsager og oprettede 1851 i Prinsens Palæ de to selvstændige samlinger: Det Kongelige Etnografiske Museum og Den kongelige Antiksamling.

### Prinsens Palæ tages i brug
I 1853 flyttedes Det kongelige Museum for nordiske Oldsager, som det nu blev kaldt, til Prinsens Palæ, for hvis samlede museer Thomsen blev direktør. Han blev ved sin død i 1865 fulgt af J.J. Worsaae som direktør for Oldnordisk og Etnografisk Museum, og numismatikeren og arkæologen Sophus Müller som direktør for Antiksamlingen og Mønt- og Medaillesamlingen samt Kobberstiksamlingen.
Ved Worsaaes død 1885 stilledes Herbst i spidsen for de to første samlinger, men trådte tilbage ved omordningen af museets administration 1892. Samlingerne på Prinsens Palæ fik nu fællesnavnet Nationalmuseet, med en direktør for I Afdeling (Danske Samlings forhistoriske Del, Etnografisk Samling og Antiksamlingen, og en direktør for II Afdeling (Danske Samlings historiske Del samt Mønt- og Medaillesamlingen), men blev siden atter underlagt én direktør.
Frem til 1991 var der gratis adgang til statslige museer og dermed også Nationalmuseet.
Det var den radikale kulturminister Ole Vig Jensen, der indførte entré; det medførte et fald i antallet af publikummer.
I 2003 kunne Nationalmuseet give gratis adgang i to måneder efter finansiering via en arv. Effekten af den gratis adgang var en betydelig stigning i antallet af gæster.
Museet lukkede 83.238 mennesker ind på de to måneder.
I 2005 blev gratis adgang til statslige museer besluttet og genindført ved årsskiftet.
I 2005 kom slottet Liselund Slot på Møn ind under Nationalmuseet.
I 2016 genindførte Nationalmuseet og Statens Museum for Kunst entrébetaling som konsekvens af sparekrav.
Frihedsmuseet nedbrændte 28. april 2013.
Det første spadestik til det nye Frihedsmuseum blev taget 4. maj 2017.

## Museets udstillinger
Museet har flere permanente udstillinger heriblandt:
- Danmarks oldtid
- Danmarks Middelalder
- Renæssance
- Danmarkshistorier 1660-2000
- Antiksamlingen
- Jordens folk
- Etnografiske skatkamre
- Den Kongelige Mønt- og Medaillesamling
- Børnenes museum

Blandt de udstillede genstande fra Danmark er skatte fra vikingernes togter, velbevarede moselig, genstande fra kirkens verden i Middelalderen og verdens største samling af gyldne altre. Derudover kan man også se Danmarks ældste mønt, våben og smykker fra jernalderen, fund fra jægerstenalderens bopladser, bronzealderens blæseinstrumenter – lurerne, ægyptiske mumier og 4000 år gamle græske marmorfigurer.
Blandt de udenlandske samlinger er amuletter fra Grønland, kultgenstande fra Amerika før Christoffer Columbus, verdens ældste malerier som forestiller Amerikas befolkning, dragter og prydelser fra prærieindianerne, en japansk samurai-dragt eller indiske gudinder.
Ud over de permanente udstillinger har museet også ofte særudstillinger og digitale udstillinger på museets hjemmeside. Således serien "Modens historie - tidens tøj", som er en række illustrerede sider om modens historie i Danmark.
Museet blev i 1970'erne kendt for sin pædagogiske udstillingsform, herunder panoramaer og modeller af Vedbæk fjord i stenalderen og nutiden, en jernalderlandsby, Trelleborg-anlægget, Dannevirke med flere. Ved en nyopstilling er de fleste af disse modeller blevet fjernet.[kilde mangler]

### Genstande

#### Jægerstenalderen
- Ravbjørn
- Urokseknoglen fra Ryemarksgård
- Uroksen fra Vig

#### Bondestenalderen
- Flintøkserne fra Kobberup
- Hagelbjerggård depotfund
- Hindsgavldolken
- Skarpsallingkarret

#### Bronzealderen
- Busenebrønden
- Bæltepladen fra Langstrup
- Dagmarkorset - fremstillet i Byzans
- Egtvedpigen
- Engelstrupstenen
- Klapstolen fra Guldhøj
- Mariesmindefundet
- Offerfundet fra Egebak
- Rørbysværdene
- Skallerupvognen
- Solvognen
- Veksøhjelmene

#### Jernalderen
- Broholmskatten
- Dejbjergvognene
- Gudme jernalderfund
- Guldhornene
- Gundestrupkarret
- Hjortspringbåden
- Hobyfundet
- Huldremosekvinden
- Keldbyspanden
- Lurerne fra Brudevælte
- Møntskatten fra Tagesgård

#### Vikingetiden
- Bornholm-amulet
- Fæstedskatten
- Gjerrild-skatten
- Jellingbægeret
- Nørre Herlev-stenen
- Runestenen fra Kingittorsuaq
- Skatten fra Hornelund
- Sølvskatten fra Duesminde
- Tryggevældestenen
- Valkyrien fra Hårby

#### Middelalderen
- Boringholmvognene
- Horne-bogen
- Kirialskatten
- Stjærskatten
- Vejbyskatten
- Åbykorset
- Aagadeskatten

## Berømte kulturgenstande
- Guldhornene
- Gundestrupkarret
- Egtvedpigen
- Solvognen
- Hjortspringbåden
- Huldremosekvinden
- Skallerupvognen

## Nationalmuseets andre afdelinger
Nationalmuseet har i dag en lang række afdelinger, her under:
- Frihedsmuseet (København)
- Frilandsmuseet
- Krigsmuseet
- Christiansborg Slot
- Orlogsmuseet
- Musikmuseet
- Brede Værk
- Brede Hovedbygning
- Nationalmuseets klunkehjem
- Kongernes Jelling
- Frøslevlejrens Museum
- Liselund
- Lille Mølle på Christianshavn

## Museets ledelse
- 1825-1865 Christian Jürgensen Thomsen
- 1866-1874 J.J.A. Worsaae
- 1874-1892 Christian Herbst
- 1892-1921 Sophus Müller
- 1922-1938 Mouritz Mackeprang
- 1938-1951 Poul Nørlund
- 1951-1960 Johannes Brøndsted
- 1960-1981 P.V. Glob
- 1981-1995 Olaf Olsen
- 1996-2001 Steen Hvass
- 2002-2008 Carsten U. Larsen
- 2008-2017 Per Kristian Madsen
- 2017-nu Rane Willerslev[8]

## Nationalmuseets Arbejdsmark
Nationalmuseets Arbejdsmark er titlen på Nationalmuseets årbog, der er udkommet siden 1928 med artikler, der beskriver emner, projekter m.m, som museets folk har arbejdet med, om nye fund og forskningsresultater fra hele museets arbejdsfelt.
- Nationalmuseets Arbejdsmark 1807 - 2007. København: Nationalmuseet, 2007 ISBN 978-87-7602-079-8

Nationalmuseets Arbejdsmark findes online hos Slægtsforskernes Bibliotek frem til 1989.